# Хорохонов, Николай Дмитриевич
Никола́й Дми́триевич Хорохонов (26.03.1923 — 14.10.1944) — лётчик-штурмовик, участник Великой Отечественной войны, командир звена 143-го гвардейского штурмового авиационного полка (8-й гвардейской штурмовой авиационной дивизии, 1-го гвардейского штурмового авиационного корпуса, 2-й воздушной армии). Герой Советского Союза. Гвардии младший лейтенант.

## Биография
Хорохонов Николай Дмитриевич родился 26 марта 1923 года в городе Вязники (ныне — Владимирской области) в семье рабочего. Русский. По окончании семилетней школы учился в школе ФЗО. Член ВЛКСМ с 1939 года. В РККА с 1941 года. Призван Вязниковским РВК. Направлен на обучение в Пермскую лётную школу, которую окончил в 1943 году. На фронтах Великой Отечественной войны с 12 июля 1943 года. Кандидат в члены ВКП(б) с 1943 года.
Воевал в должности лётчика 735-го штурмового авиационного полка 266-й штурмовой авиационной дивизии 1-го штурмового авиационного корпуса на самолёте Ил-2 на Воронежском, Степном, 2-м Украинском, 1-м Украинском фронтах.
На момент представления к званию Героя Советского Союза гвардии младший лейтенант Хорохонов выполнил 145 боевых вылетов. Уничтожил: танков — 34, автомашин — 116, поджёг 2 железнодорожных вагона, уничтожил 5 зенитных, 2 артиллерийских и 2 миномётных батареи. В паре с гвардии лейтенантом Филатовым в воздушных боях сбил один самолёт противника Ju-87, два самолёта уничтожил на аэродромах противника, вызвал 4 очага пожаров и три взрыва, уничтожил 250 гитлеровцев.
При выполнении боевого задания 14 октября 1944 года был сбит огнём вражеской зенитной артиллерии над территорией противника в районе населённого пункта Ожинки. Отстреливался до последнего патрона. Указом Президиума Верховного Совета СССР от 27 июня 1945 года командир звена 143-го гвардейского штурмового авиационного полка (8-я гвардейская штурмовая авиационная дивизия, 1-й гвардейский штурмовой авиационный корпус, 2-я воздушная армия, 1-й Украинский фронт) гвардии младший лейтенант Хорохонов удостоен звания Героя Советского Союза.
Герой Советского Союза Николай Хорохонов был похоронен в селе Кечковце близ города Свидник (Словакия).

## Участие в операциях и сражениях
- Белгородско-Харьковская операция (Румянцев) с 3 августа 1943 года по 23 августа 1943 года;
- Кировоградская операция с 5 января 1944 года по 16 января 1944 года;
- Корсунь-Шевченковская операция с 24 января 1944 года по 17 февраля 1944 года;
- Уманско-Ботошанская операция — 5 марта 1944 года по 17 апреля 1944 года;
- Львовско-Сандомирская операция — с 13 июля 1944 года по 29 августа 1944 года;
- Карпатско-Дуклинская операция— с 8 сентября 1944 года по 28 октября 1944 года.

## Награды
- Медаль «Золотая Звезда» Героя Советского Союза (27.06.1945)[4];
- орден Ленина (27.06.1945)[4];
- орден Красного Знамени (29.01.1944)[3];
- орден Красного Знамени (06.03.1944)[2];
- орден Отечественной войны 2-й степени (11.10.1943)[1].

## Память
- В городе Вязники Владимирской области именем Хорохонова названа улица.
- На здании школы № 3 города Вязники — мемориальная доска.
- Над домом, где проживал Герой, по улице Хорохонова, волонтёрами взято шефство[5].
- Поэтесса Светлана Дейч подвигу Хорохонова посвятила стихи «Баллада о лётчике»[6].
- В 2010 году в память о Н. Д. Хорохонове на одном из домов этой улицы открыт памятный знак[7].